# Carabus pyrenaeus
Carabus pyrenaeus is een keversoort uit de familie van de loopkevers (Carabidae). De wetenschappelijke naam van de soort is voor het eerst geldig gepubliceerd in 1821 door Audinet-Serville.